# 남캅카스갯첨서
남캅카스갯첨서(Neomys teres)는 땃쥐과에 속하는 포유류의 일종이다. 아르메니아, 아제르바이잔, 조지아에서 발견되며, 이란과 터키에서도 서식하는 것으로 추정하고 있다.